# Гартнарт III
Гартнарт III (*Gartnait III, д/н — 635) — король піктів у 631—635 роках.

## Життєпис
Був сином Від або Гвіда та онуком короля Кініоха I. Висувається теорія, що Гартнарт III був сином Нехтона, короля Стратклайду. Після смерті Кініоха I у 631 році успадкував трон Піктії.
Вимушений був протистояти амбіціями Едвіна, короля Нортумбрії, який зазіхав на землі піктів. Тому уклав союз з королівствами Гвінед та Мерсія. Після поразки й загибелі Едвіна у війні з Мерсією 633 року, Гартнарт III надав підтримку вигнанцю Енфріту, який став королем Берніції. Цим було забезпечено мир на південно-східних кордонах.
Іншим завданням король вважав спекатися впливу королівства Стратклайд. Втім, вирішити її до кінця панування не встиг. Загинув 635 року в битві при Сегас (відповідно до «Піктської хроніки»). Йому спадкував брат Бруде II.